# فالديز
فالديز (بالإنجليزية: Valdez)‏ هي بلدة في ولاية ألاسكا الأمريكية تبلغ مساحتها 717.6 كيلومتر مربع ويبلغ عدد سكانها حوالي 4000 نسمة (إحصائيات سنة 2000).  وهي ثالث أكبر مدينة من حيث عدد السكان في المنطقة غير المنظمة في ألاسكا.
تم تسمية المدينة باسم وزير البحرية الإسباني أنتونيو فالديس ي فرنانديز بازان في عام 1790. , وتقع مدينة فالديز تقع في الجزء الجنوبي من الولاية على طرف مضيق بحري عميق، على بعد حوالى 180 كم شرق ألاسكا من مدينة انكوراج.

## التركيبة السكانية
حدّد مكتب تعداد الولايات المتحدة بيانات التركيبة السكانية لفالديز في تعداد الولايات المتحدة. في ما يلي، التركيبة السكانية حسب تعدادي 2000 و2010.

### تعداد عام 2000
بلغ عدد سكان فالديز 4,036 نسمة بحسب تعداد عام 2000، وبلغ عدد الأسر 1,494 أسرة وعدد العائلات 1,043 عائلة مقيمة في المدينة. في حين سجلت الكثافة السكانية 5.7 نسمة لكل كيلومتر مربع (14.8/ميل2). وبلغ عدد الوحدات السكنية 1,645 وحدة بمتوسط كثافة قدره 2.3 لكل كيلومتر مربع (6.0/ميل2).
وتوزع التركيب العرقي للمدينة بنسبة 83.62% من البيض و0.42% من الأمريكيين الأفارقة و7.19% من الأمريكيين الأصليين و2.18% من الأمريكيين ذوي الأصول الآسيوية و0.45% من سكان جزر المحيط الهادئ و1.41% من الأعراق الأخرى و4.73% من عرقين مختلطين أو أكثر و3.96% من الهسبانيون أو اللاتينيون من أي عرق.
بلغ عدد الأسر 1,494 أسرة كانت نسبة 43.4% منها لديها أطفال تحت سن الثامنة عشر تعيش معهم، وبلغت نسبة الأزواج القاطنين مع بعضهم البعض 56.4% من أصل المجموع الكلي للأسر، ونسبة 8.4% من الأسر كان لديها معيلات من الإناث دون وجود شريك، بينما كانت نسبة 5.1% من الأسر لديها معيلون من الذكور دون وجود شريكة وكانت نسبة 30.2% من غير العائلات. تألفت نسبة 21.8% من أصل جميع الأسر من عدة أفراد يعيشون في نفس المنزل ونسبة 2.8% كانت تتألف من شخص يعيش بمفرده يبلغ من العمر 65 عاماً أو أكثر. وبلغ متوسط حجم الأسرة المعيشية 2.66، أما متوسط حجم العائلات فبلغ 3.15.
بلغ العمر الوسطي للسكان 35.4 عاماً. وكانت نسبة 29.7% من القاطنين تحت سن الثامنة عشر، وكانت نسبة 6.7% بين الثامنة عشر والرابعة والعشرين عاماً، ونسبة 32.6% كانت واقعةً في الفئة العمرية ما بين الخامسة والعشرين والرابعة والأربعين عاماً، ونسبة 26.2% كانت ما بين الخامسة والأربعين والرابعة والستين، ونسبة 3.4% كانت ضمن فئة الخامسة والستين عاماً فما فوق. يوجد لكل 100 أنثى 108.2 ذكر، ويوجد لكل 100 أنثى في الثامنة عشر من عمرها فما فوق 107.2 ذكر.
بلغ متوسط دخل الأسرة في المدينة 66,532 دولارًا، أما متوسط دخل العائلة فبلغ 74,188 دولارًا. وكان متوسط دخل الذكور 56,932 دولارًا مقابل 31,855 دولارًا للإناث. وسجل دخل الفرد الخاص بالمدينة 27,341 دولارًا. وكانت نسبة 5% من العائلات ونسبة 6.2% من السكان تحت خط الفقر، وكان من هؤلاء نسبة 5.8% تحت سن الثامنة عشر ونسبة 11.4% في الخامسة والستين من العمر وما فوق.

### تعداد عام 2010
بلغ عدد سكان فالديز 3,976 نسمة بحسب تعداد عام 2010، وبلغ عدد الأسر 1,573 أسرة وعدد العائلات 970 عائلة مقيمة في المدينة. في حين سجلت الكثافة السكانية 5.6 نسمة لكل كيلومتر مربع (14.5/ميل2). وبلغ عدد الوحدات السكنية 1,763 وحدة بمتوسط كثافة قدره 2.5 لكل كيلومتر مربع (6.5/ميل2).
وتوزع التركيب العرقي للمدينة بنسبة 81.54% من البيض و0.60% من الأمريكيين الأفارقة و8.17% من الأمريكيين الأصليين و1.91% من الأمريكيين ذوي الأصول الآسيوية و0.80% من سكان جزر المحيط الهادئ و0.65% من الأعراق الأخرى و6.31% من عرقين مختلطين أو أكثر و4.65% من الهسبانيون أو اللاتينيون من أي عرق.
بلغ عدد الأسر 1,573 أسرة كانت نسبة 33.2% منها لديها أطفال تحت سن الثامنة عشر تعيش معهم، وبلغت نسبة الأزواج القاطنين مع بعضهم البعض 48.4% من أصل المجموع الكلي للأسر، ونسبة 8% من الأسر كان لديها معيلات من الإناث دون وجود شريك، بينما كانت نسبة 5.2% من الأسر لديها معيلون من الذكور دون وجود شريكة وكانت نسبة 38.3% من غير العائلات. تألفت نسبة 29.5% من أصل جميع الأسر من عدة أفراد يعيشون في نفس المنزل ونسبة 4.4% كانت تتألف من شخص يعيش بمفرده يبلغ من العمر 65 عاماً أو أكثر. وبلغ متوسط حجم الأسرة المعيشية 2.43، أما متوسط حجم العائلات فبلغ 3.04.
بلغ العمر الوسطي للسكان 36.7 عاماً. وكانت نسبة 25.3% من القاطنين تحت سن الثامنة عشر، وكانت نسبة 9.3% بين الثامنة عشر والرابعة والعشرين عاماً، ونسبة 27.3% كانت واقعةً في الفئة العمرية ما بين الخامسة والعشرين والرابعة والأربعين عاماً، ونسبة 32.6% كانت ما بين الخامسة والأربعين والرابعة والستين، ونسبة 5.5% كانت ضمن فئة الخامسة والستين عاماً فما فوق. وتوزع التركيب الجنسي للسكان بنسبة 53.3% ذكور و46.7% إناث.

## المناخ
يظهر الجدول التالي التغييرات المناخية على مدار السنة لفالديز:
| البيانات المناخية لـفالديز          | البيانات المناخية لـفالديز | البيانات المناخية لـفالديز | البيانات المناخية لـفالديز | البيانات المناخية لـفالديز | البيانات المناخية لـفالديز | البيانات المناخية لـفالديز | البيانات المناخية لـفالديز | البيانات المناخية لـفالديز | البيانات المناخية لـفالديز | البيانات المناخية لـفالديز | البيانات المناخية لـفالديز | البيانات المناخية لـفالديز | البيانات المناخية لـفالديز |
| الشهر                               | يناير                      | فبراير                     | مارس                       | أبريل                      | مايو                       | يونيو                      | يوليو                      | أغسطس                      | سبتمبر                     | أكتوبر                     | نوفمبر                     | ديسمبر                     | المعدل السنوي              |
| ----------------------------------- | -------------------------- | -------------------------- | -------------------------- | -------------------------- | -------------------------- | -------------------------- | -------------------------- | -------------------------- | -------------------------- | -------------------------- | -------------------------- | -------------------------- | -------------------------- |
| الدرجة القصوى °ف (°م)               | 46 (8)                     | 52 (11)                    | 57 (14)                    | 68 (20)                    | 78 (26)                    | 86 (30)                    | 85 (29)                    | 82 (28)                    | 74 (23)                    | 64 (18)                    | 50 (10)                    | 54 (12)                    | 86 (30)                    |
| متوسط درجة الحرارة الكبرى °ف (°م)   | 26.6 (−3.0)                | 30.0 (−1.1)                | 35.8 (2.1)                 | 44.4 (6.9)                 | 52.9 (11.6)                | 59.4 (15.2)                | 62.3 (16.8)                | 60.8 (16.0)                | 53.3 (11.8)                | 43.0 (6.1)                 | 32.7 (0.4)                 | 29.1 (−1.6)                | 44.2 (6.8)                 |
| متوسط درجة الحرارة الصغرى °ف (°م)   | 17.2 (−8.2)                | 19.6 (−6.9)                | 23.8 (−4.6)                | 30.9 (−0.6)                | 38.6 (3.7)                 | 45.0 (7.2)                 | 48.0 (8.9)                 | 46.4 (8.0)                 | 40.9 (4.9)                 | 33.4 (0.8)                 | 23.9 (−4.5)                | 20.2 (−6.6)                | 32.3 (0.2)                 |
| أدنى درجة حرارة °ف (°م)             | −20 (−29)                  | −23 (−31)                  | −6 (−21)                   | 5 (−15)                    | 19 (−7)                    | 31 (−1)                    | 33 (1)                     | 32 (0)                     | 25 (−4)                    | 8 (−13)                    | 1 (−17)                    | −15 (−26)                  | −23 (−31)                  |
| الهطول إنش (مم)                     | 6.02 (153)                 | 5.53 (140)                 | 4.49 (114)                 | 3.55 (90)                  | 3.08 (78)                  | 3.01 (76)                  | 3.84 (98)                  | 6.62 (168)                 | 9.59 (244)                 | 8.58 (218)                 | 5.51 (140)                 | 7.59 (193)                 | 67.41 (1٬712)              |
| متوسط تساقط الثلوج إنش (سم)         | 57.0 (145)                 | 51.8 (132)                 | 50.0 (127)                 | 19.4 (49)                  | 1.2 (3.0)                  | 0 (0)                      | 0 (0)                      | 0 (0)                      | 0.4 (1.0)                  | 11.5 (29)                  | 38.8 (99)                  | 67.6 (172)                 | 297.7 (756)                |
| متوسط أيام هطول الأمطار (≥ 0.01 in) | 17.1                       | 14.8                       | 15.3                       | 14.2                       | 16.6                       | 15.0                       | 16.9                       | 17.3                       | 20.6                       | 19.1                       | 15.0                       | 17.9                       | 199.8                      |
| متوسط الأيام المثلجة (≥ 0.1 in)     | 11.8                       | 10.3                       | 11.0                       | 6.8                        | 0.6                        | 0                          | 0                          | 0                          | 0.2                        | 4.9                        | 11.2                       | 13.6                       | 70.4                       |
| المصدر: NOAA                        |                            |                            |                            |                            |                            |                            |                            |                            |                            |                            |                            |                            |                            |

## أعلام
- ويليام ألن إيغان